# AN/SPS-52
AN/SYS-2 Integrated Automatic Detection and Tracking System.  (англ.)
AN/SPS-52 — американский корабельный радар трёхмерного обзора с фазированной антенной решёткой. Разработан компанией Hughes Aircraft совместно с Лабораторией прикладной физики Университета Джонса Хопкинса (разработка устройств сбора и обработки данных), дальнейшее развитие радара AN/SPS-39. В отличие от прототипа имеет планарную антенну, параметрический усилитель, широкоимпульсный режим большой дальности, цифровую стабилизацию луча вместо аналогового. По внешнему виду практически неотличим от радара AN/SPS-39 Series III, ряд источников считает эти модификации синонимами.
Сканирование по азимуту механическое, по углу места — частотное.
На новых кораблях заменяется на AN/SPS-48, однако AN/SPS-52 значительно легче и широко применяется на кораблях малого водоизмещения.
Последняя модификация радара, AN/SPS-52С, имеет четыре режима:
- Большое возвышение (средняя дальность, период сопровождения 6 с);
- Большая дальность (большая длительность импульса, период сопровождения 8 с);
- Малый период сопровождения (для близких и скоростных целей, период сопровождения 4 с);
- Селекция движущихся целей (отстройка от помех, период сопровождения 8 с).

## Модификация
- AN/SPS-52A — базовая модификация (1963 год);
- AN/SPS-52B — улучшенная модификация;
- AN/SPS-52C — модификация 1977 года, отличается от AN/SPS-52B большей надёжностью (средняя наработка на отказ 216 ч вместо 189 ч) и лучшей ремонтопригодностью благодаря широкому применению полупроводниковых комплектующих и модульной конструкции, а также совместимостью с автоматической системой обнаружения и сопровождения (англ. Integrated Automatic Detection and Tracking, IADT AN/SYS-1.

## Установки на кораблях
- Фрегаты типа «Брук»
- Эскадренные миноносцы типа «Чарльз Ф. Адамс» →
- Ракетные крейсера типа «Галвестон»
- Ракетные крейсера типа «Провиденс»
- Универсальные десантные корабли типа «Тарава»
- Универсальные десантные корабли типа «Уосп»
- Эскадренные миноносцы типа «Хатакадзэ»
- Эскадренные миноносцы типа «Татикадзэ»
- Эскадренный миноносец «Амацукадзэ»
- Крейсер-вертолётоносец «Витторио Венето»
- Эскадренные миноносцы типа «Луиджи Дуранд де ла Пенне»
- Авианосец «Принсипе де Астуриас»
- Фрегаты типа «Балеарес»

## Галерея
- Радар AN/SPS-39 III на эсминце DDG-23 «Ричард Бёрд», оснащённый той же антенной AN/SPA-72, что и AN/SPS-52